# Phytocoris intricatus
Phytocoris intricatus is een wants uit de familie van de blindwantsen (Miridae). De soort werd het eerst wetenschappelijk beschreven door Gustav August Adam Flor in 1861.

## Uiterlijk
De lichtgrijze, bruinzwart gevlekte blindwants is macropteer (langvleugelig) en kan 6,5 tot 7 mm lang worden. De lichtgrijze voorvleugels zijn bruinzwart gevlekt en het lichaam is bedekt met lichte, liggende haartjes en zwarte half-rechtopstaande haartjes. Het halsschild heeft aan de achterkant een donkere rand. Het uiteinde van het verharde deel van de vleugels is gevlekt en heeft aan de bovenkant een lichte rand. Het kleurloos doorzichtige deel van de vleugels heeft grijze vlekjes. De pootjes zijn geelwit met zwarte vlekjes op de dijen en lichte en donkere banden om de schenen. De antennes zijn zwart van kleur met uitzondering van witte vlekjes op het eerste antennesegment, een wit gedeelte van het tweede segment en een licht derde segment.

## Leefwijze
De wantsen zuigen sap uit de naalden van diverse naaldbomen zoals spar (Picea), den (Pinus), lork (Larix) en schijncipres (Chamaecyparis) en jagen op kleine insecten zoals bladluizen en bladvlooien. De soort overwintert als eitje en heeft een enkele generatie in het jaar. Nadat de wantsen in juni volwassen worden zijn ze tot eind september waar te nemen.

## Leefgebied
De wants komt in Nederland nagenoeg alleen in het binnenland voor en is zeldzaam in Nederland. De soort komt verder voor in het Palearctisch gebied, in Europa en in Azië tot Siberië en het Verre Oosten.